# Гельмут фон Мюкке
Курт Гельмут фон Мюкке (нім. Kurt Hellmuth von Mücke) (21 червня 1881 — 30 липня 1957) — офіцер Імператорських військово-морських сил Німеччини, громадський та політичний діяч, письменник і публіцист. Як старший помічник командира брав участь у знаменитій рейдерській кампанії крейсера SMS Emden 1914 року. Під командою капітан-лейтенанта фон Мюкке десантний загін, що уникнув полону, із загиблого крейсера SMS Emden здійснив епічний перехід через Індійський океан і Аравійський півострів.

## Сім'я
Гельмут фон Мюкке народився 25 червня 1881 в родині капітана 9-го Королівського Саксонського піхотного полку Олександра Курта фон Мюкке (1851—1886 рр.) у місті Цвікау, Саксонія. Його батько походив із сім'ї Голови Вищого земельного суду Саксонії, а мати Шарлотта Луїза (1854—1940 рр.) — із багатої купецької сім'ї Альберті (нім. Alberti). Гельмут мав двох братів: Курта і Фріца.
У 191 році Гельмут фон Мюкке одружився з Карлою Фінке (нім. Carla Finke). Його дружина народилася в сім'ї американського інженера-кораблебудівника норвезького походження Торб'єрна Хаммераса (нім. Thorbjörn Hammeraas) і була удочерена родиною торговця з Бремена на прізвище Фінке. У сім'ї фон Мюкке народилися троє синів (Курт (1918—1943 рр.), Дірк (1930 р. -) і Бйерн (1938 р. -)) і три дочки (Урсула (1920—1936 рр.), Ортруд (1922 р.) .-) та Хельга (1925 р. -)). Старший син у званні унтерофіцера воював і загинув на Східному фронті.

## Біографія

### Ранні роки та початок кар'єри
Загальну освіту юний Гельмут здобув у гімназії м. Дрездена.
Кар'єра військово-морського офіцера розпочалася у 1900 р. з річного навчального курсу на борту пароплава-корвета SMS Charlotte, де кадет фон Мюкке набув практичних знань та навичок у морській справі, навігації та артилерії. Корвет здійснив походи до Балтійського моря, до узбережжя Норвегії та Середземного моря, а також взяв участь у рятувальних роботах на затонулому корветі SMS Gneisenau (1879). Подальше навчання проходило у Військово-морському училищі (нім. Marineschule) у м. Кельн та на лінкорі SMS Kaiser Friedrich III. Після закінчення навчання в «Marineschule» фон Мюкке було присвоєно звання лейтенанта-цур-зее і було призначено вахтовим офіцером на легкому крейсері SMS Nymphe.
Подальша служба проходила на військово-морських базах у містах Кельн та Вільгельмсгафен, де фон Мюкке обіймав різні штабні та командні посади (включаючи командира роти). У 1908 р., оберлейтнант- цур-зее фон Мюкке, був призначений командиром бойового корабля — «великого» міноносця S-149 (нім. Großes Torpedoboot 1906 Class). Зарекомендував себе хорошим спеціалістом із торпедних систем — обіймав посади інспектора і, згодом, консультанта інспекції з торпедного озброєння.
У 1913 р. капітан-лейтенант фон Мюкке отримав признцачення на посаду штурмана легкого крейсера SMS Emden, який був у складі Східно-Азійської крейсерської ескадри (нім. Ostasiatische Kreuzergeschwader) під командуванням віце-адмірала Максиміліана фон Шпее.

### Старший помічник командира крейсера SMS Emden
3 червня 1913 р. капітан-лейтенант фон Мюкке був призначений старшим помічником командира крейсера SMS Emden. Менш ніж через місяць почалася Перша світова війна і, невдовзі, SMS Emden здобув першу перемогу — 3 серпня 1914 р. було захоплено російський пароплав «Рязань» пізніше переобладнаного у допоміжний крейсер «Cormoran».
13 серпня 1914 р. фон Шпее вирішив направити Східно-Азійську крейсерську ескадру до берегів Чилі, а SMS Emden отримав наказ на самостійне рейдерство у водах Індійського океану. За три місяці активних дій екіпаж SMS Emden захопив або потопив понад 30 торгових суден і військових кораблів, які належали країнам Антанти, включаючи російський крейсер «Жемчуг» та французький міноносець «Mousquet».

### Одіссея десантного загону під командуванням фон Мюкке у 1914р.
9 листопада 1914 року крейсер Емден зіткнувся і був серйозно пошкоджений більшим, швидким і добре озброєним австралійським легким крейсером HMAS Sydney в битві при Кокосі. Емден сів на мілину, щоб не втопитися. Після чого, Карл фон Мюллер, капітан «Емдена», відправив Мюке очолити десантний загін із 53 чоловік на острів Дірекшен, один із Кокосових островів (Кілінг) на північний захід від Австралії в Індійському океані. Завдання Мюкке полягало в тому, щоб знищити бездротову станцію та берегові споруди важливого міжконтинентального кабелю зв'язку. Перед прибуттям «Емдена» британські радисти помітили його дим на горизонті та відправили бездротове повідомлення про наближення невідомого корабля. HMAS Sydney почув сигнал тривоги і попрямувала до Кокоса, де натрапив на крейсер Емден, та вивів його з ладу.
Мюкке та його десантний загін стали свідками руйнування Емдена всього за 27 кілометрів від них і зрозуміли, що у них немає жодної надії на порятунок. Але Фон Мюкке не склав руки, він наказав загону готувати позиції для оборони острова, а сам зі старшим унтерофіцером вирушив обстежити стан 97-тонної шхуни під назвою «Ayesha», що знаходилася в бухті острова. Хоча господар шхуни стверджував, що Айеша втратила мореплавність, фон Мюкке вважав, що після легкого ремонту є непогані шанси виконати океанський перехід. Він реквізував шхуну та наказав підняти на грот-щоглі саморобний прапор ВМС Німеччини. Десантний загін за допомогою місцевого населення поповнив запаси начиння, матеріалів для ремонту, води та продовольства, сів на шхуну та залишив острів, на плаву ремонтуючи рангоут, такелаж та трюмні помпи. Фон Мюкке взяв курс на північний схід, до найближчої нейтральної території — о. Суматра. 22 листопада 1914 р. шхуна дісталася Суматри, а 27 листопада «Ayesha» у супроводі нідерландського міноносця «Lynx» увійшла в порт Паданга, де фон Мюкке розраховував на допомогу німецького консула і німецьких пароплавів. Нідерландська влада хотіла заарештувати шхуну та її екіпаж, але фон Мюкке вдалося, за допомогою консула, переконати їх у неправочинності подібних дій згідно з Гаазькою конвенцією 1907 р. Тут фон Мюкке дізнався новини: про долю SMS Emden і про відкрите на його корабель полювання англійцями та японцями. Отримавши дозвіл лише на добове перебування в порту, поповнивши запаси провізії та таємно домовившись про рандеву з капітаном німецького пароплава «Choising», фон Мюкке 28 листопада вивів шхуну «Ayesha» у відкрите море. 14 грудня шхуна зустрілася з «Choising», який запізнився на четверо діб через протидію нідерландської влади. Екіпаж шхуни відкрив кінгстони та перебрався на пароплав. Так закінчилася перша частина одіссеї загону фон Мюкке — на шхуні «Ayesha» було пройдено близько 1800 морських миль. Похід пройшов у безперервній боротьбі за живучість, через загрозу загибелі від спраги — більша частина води в пошкоджених резервуарах була зіпсована. Від загибелі врятувала тривала злива, коли вдалося заповнити дощовою водою всі доступні ємності, аж до вітрил і шлюпок.
Фон Мюкке з усіх можливих варіантів подальших дій (рейдерство, повернення в Циндао, бути інтернованим у нейтральному порту) вибрав повернення до Німеччини і наказав капітану пароплава тримати курс на м. Ходейда, Ємен. З газет стало відомо, що збудовано залізницю для прочан, які відвідують Мекку і фон Мюкке розраховував до неї дістатися. 8 січня 1915 р. «Choising» прибув на рейд Ходейди щасливо уникнувши англійські патрулі, що стережуть Аденську протоку. Оскільки на рейді знаходився французький крейсер «Desaix», загін фон Мюкке 9 січня висадився на пляжі на південь від Ходейди і пішки дістався поселення. Від турецької влади фон Мюкке дізнався, що інформація про залізницю в Ходейді виявилася газетною качкою і до найближчої станції близько 1600 км. Турки хотіли залучити загін фон Мюкке для посилення місцевого гарнізону, тому зробити все приготування та розпочати перехід до м. Сана вдалося лише 23 січня. У Сані їх чекало розчарування — подальший шлях блокували численні ворожі племена. Довелося повертатися до Ходейди для продовження шляху морем. У Ходейді фон Мюкке орендував дві дау і 14 березня вдалося розпочати перехід Червоним морем. 18 березня після зіткнення з рифами один з дау затонув, а другий вдалося полагодити і продовжити похід. 24 березня прибули до поселення Ліф. 28 березня загін фон Мюкке висунувся до м. Джидда, об'єднавшись з караваном колишнього турецького генерала. На шляху караван був атакований великою бандою кочовиків і після інтенсивного бою був заблокований. Через три дні з'явився «рятівник» — син еміра Мекки, який за згоду послужити у місцевому гарнізоні обіцяв домовитись із бандитами. Фон Мюкке погодився, розраховуючи втекти за першої нагоди. 9 квітня вдалося втекти і продовжити морський похід на знову орендованому дау. 28 квітня загін фон Мюкке прибув до м. Вадж. 2 травня розпочали піший перехід до Аль-Ушаїбу, де вже було залізничне сполучення. Увечері 7 травня загін німецьких моряків прибув до Аль-Ушаїбу, де на них чекав віцеадмірал Сушон (нім. Souchon-командувач Середземноморської ескадри) і замовлений ним спецпоїзд. Далі була тріумфальна та комфортна поїздка до Берліну через Константинополь. За весь час походу загін фон Мюкке втратив убитими та померлими від ран та хвороб шестеро людей.
Подальша служба фон Мюкке була пов'язана з командуванням 15-ї міноносною напівфлотилією у 1915 році у східній Балтиці, Євфратським річковим відомством у 1916 році, та Дунайською річковою напівфлотилією у 1917 році. А у 1918 році— начальником 1-го відділу 2-ї міноносної дивізії у м. Вільгельмсгафен.

### Післявоєнне життя та кар'єра
Після зречення Кайзера Вільгельма ІІ фон Мюкке вийшов у відставку у званні корветтен-капітана. Він заробляв не життя журналістикою та лекціями. Його військові мемуари були видані у двох книгах: «Emden» та «Ayesha» у Берліні та Бостоні.
Принизливі умови Версальського договору сприяли активному залученню німецьких ветеранів Першої світової до радикальних політичних течій. Гельмут фон Мюкке вступив до NSDAP у 1919 р. (тоді вона називалася Німецькою робочою партією). У 1920-ті роки. входив у вище керівництво партії, в 1926—1929 рр.. був гауляйтером Саксонії та очолював фракцію NSDAP у ландтазі Саксонії. За своїми політичними поглядами виступав проти мілітаризації Німеччини, за союз із Радянською Росією, за соціалістичні перетворення в економіці.
Після виборів до Рейхстагу 1929 р. написав Гітлеру відкритий лист, у якому стверджував, що NSDAP має створити коаліцію з комуністами та соціал-демократами. За цей демарш був зміщений з посади гауляйтера та керівника фракції у ландтазі. У відповідь на це Мюкке вийшов з нацистської партії і почав активно виступати в пресі з викриттями прокапіталістичної політики Гітлера і місцевого керівництва NSDAP. У 1931 р. фон Мюкке створив суспільство під назвою «Німецький соціалістичний бойовий рух» націонал-більшовицького характеру. Після призначення Гітлера канцлером Німеччини у 1933 році NSDAP заборонила твори фон Мюкке як підривні, і в 1936 році він був ненадовго відправлений у концтабір (нім. Konzentrationslager Kiel) за політичне інакодумство. Фон Мюкке вважали політично неблагонадійним і, незважаючи на його побажання повернутися до німецьких ВМС, з початком Другої світової війни він був знову відправлений у концтабір (нім. Konzentrationslager Fuhlsbüttel) у Гамбурзі. Незабаром був звільнений за станом здоров'я та разом із сім'єю переїхав до міста Аренсбург, Шлезвіг-Гольштейн.
Після Другої світової війни фон Мюкке продовжив пропагувати пацифістські погляди, виступаючи проти мілітаризації ФРН. Гельмут фон Мюкке помер від серцевого нападу 30 липня 1957 року та похований у м. Аренсбург.

## Образ у мистецтві та медіа (книги, кіно, серіали, музика, ігри тощо)
За мотивами подій, що відбувалися за участю капітан-лейтенанта Гельмута фон Мюкке, у 1914—1915 роках режисер Бернгард Пфаль (нім. Berengar Pfahl) у 2012 році зняв художній фільм «Чоловіки Емдена» (нім. Die Männer der Emden). Роль фон Мюкке у фільмі зіграв актор Себастіан Бломберг (нім. Sebastian Blomberg)